# Platanenminiermotte
Die Platanenminiermotte (Phyllonorycter platani) ist ein Schmetterling aus der Familie der Miniermotten (Gracillariidae).

## Merkmale
Die Schmetterlinge haben eine Flügelspannweite von 8–10 mm. Die Vorderflügel der Schmetterlinge besitzen eine gold-ocker-farbene Grundfarbe. Die silber-weißen Striemen, die silber-grau gerandet sind, bilden eine charakteristische Musterung. Die Vorderflügel weisen einen deutlichen schwarzen Fleck nahe der Flügelspitze auf. Die Hinterflügel sind einfarbig beige gefärbt.

## Verbreitung
Die Platanenminiermotte stammt ursprünglich aus Südosteuropa und Kleinasien. Ihr Verbreitungsgebiet reicht nach Osten hin bis nach Zentralasien. Mit der Einführung der Platanen, den Wirtspflanzen der Miniermottenart, im restlichen Europa, erreichte mit zeitlicher Verzögerung auch Phyllonorycter platani diese Gebiete. In Deutschland wurde die Art 1930 erstmals nachgewiesen, in den Niederlanden 1965. In England wurde die Art erstmals 1989 in London nachgewiesen. Seitdem hat sich die Art in Südengland ausgebreitet. Südschweden erreichte die Art 1990. Die Platanenminiermotte ist mittlerweile in weiten Teilen Europas verbreitet. Im Norden reicht ihr Vorkommen bis zu der norwegischen Hauptstadt Oslo.
Unklar ist der Status von Tieren aus Nordamerika (Kalifornien), die als Phyllonorycter felinella Heinrich, 1920 beschrieben worden sind. Da die Tiere morphologisch nicht von Phyllonorycter platani zu unterscheiden sind, wird heute Synonymie vermutet, wobei die Art vermutlich durch den Menschen nach Nordamerika eingeschleppt worden wäre. Mit Phyllonorycter splendidus wurde eine andere nordamerikanische Art (aus Mexiko) beschrieben, die ebenfalls in Platanenblättern miniert.
Eine genetische Untersuchung der Haplotypen der MtDNA zeigt zwei deutlich gegeneinander differenzierte Populationsgruppen, eine im größten Teil Europas und eine im Kaukasus und Zentralasien, mit einer möglichen Hybridzone in Moldawien und der Ukraine. Die westeuropäischen Tiere sind genetisch recht uniform, was auf eine kurz zurückliegende rapide Ausbreitung hindeutet. Die nordamerikanischen Tiere sind von den europäischen nicht sehr verschieden.

## Lebensweise
Zu den Wirtspflanzen gehören verschiedene Platanen-Arten, darunter die Ahornblättrige Platane (Platanus acerifolia), die Amerikanische Platane (Platanus occidentalis) und die Morgenländische Platane (Platanus orientalis). Die Art bildet meist zwei, manchmal auch drei Generationen im Jahr. Die Flugzeiten der Falter sind gewöhnlich von Ende April bis Mai sowie im August. Die Raupen minieren die Platanenblätter. Die letzte Raupengeneration im Jahr verpuppt sich in der Fraßmine und überwintert in den abgefallenen Blättern.

## Taxonomie
Die Art wurde im Jahr 1870 von Otto Staudinger als Lithocolletis platani erstbeschrieben.
Weitere Synonyme sind:
- Phyllonorycter felinelle (Heinrich, 1920)

## Bilder

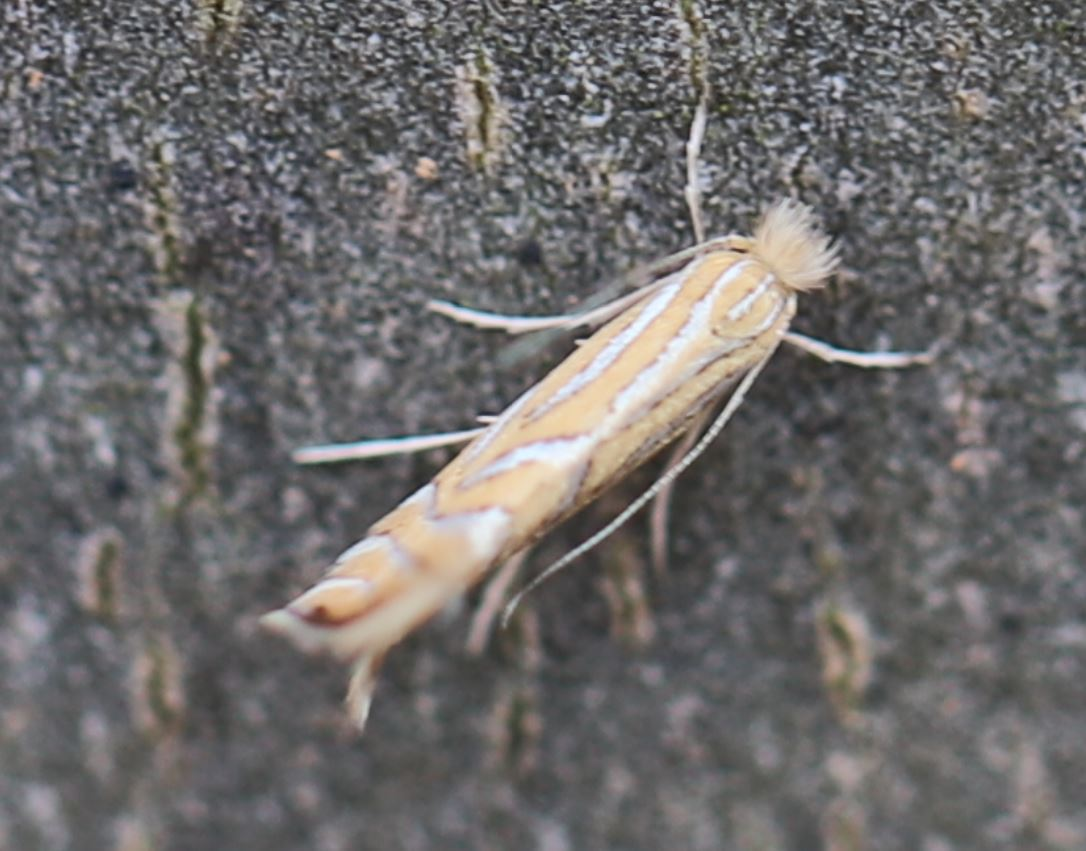
Dorsalansicht
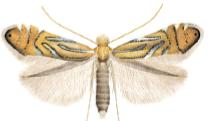
Skizze eines Falters mit gespannten Flügeln
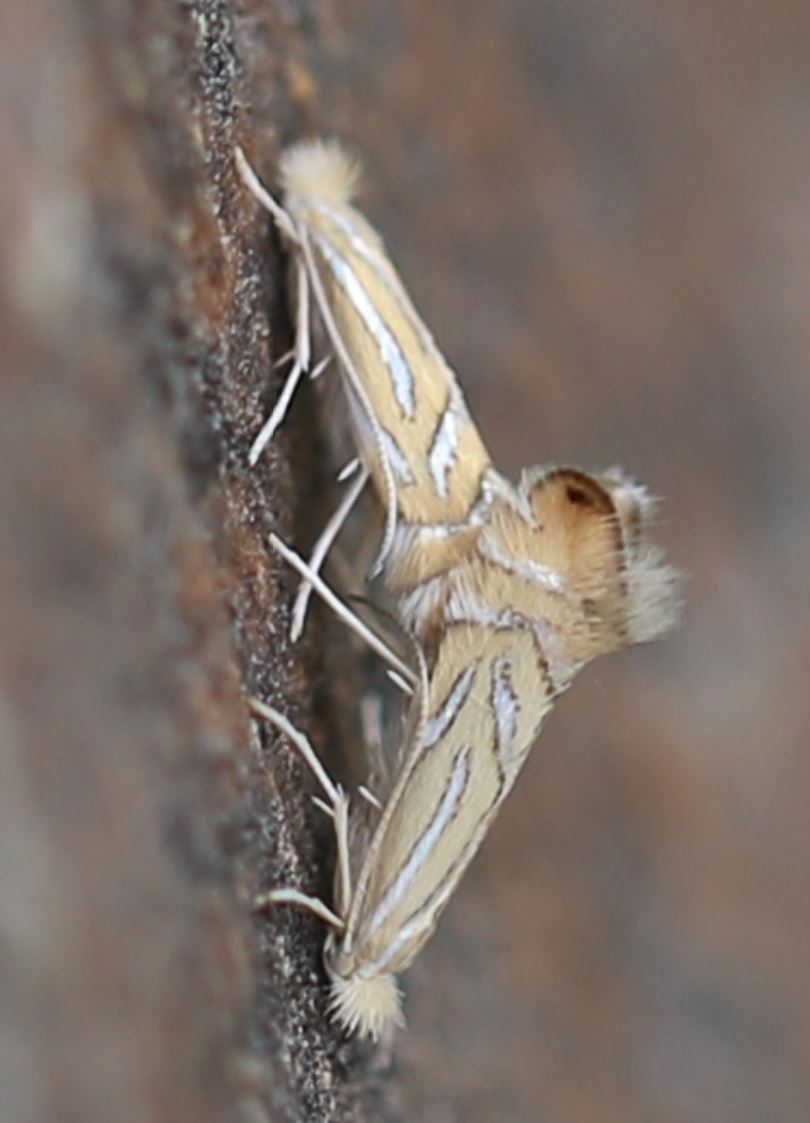
Paarung im Sommer
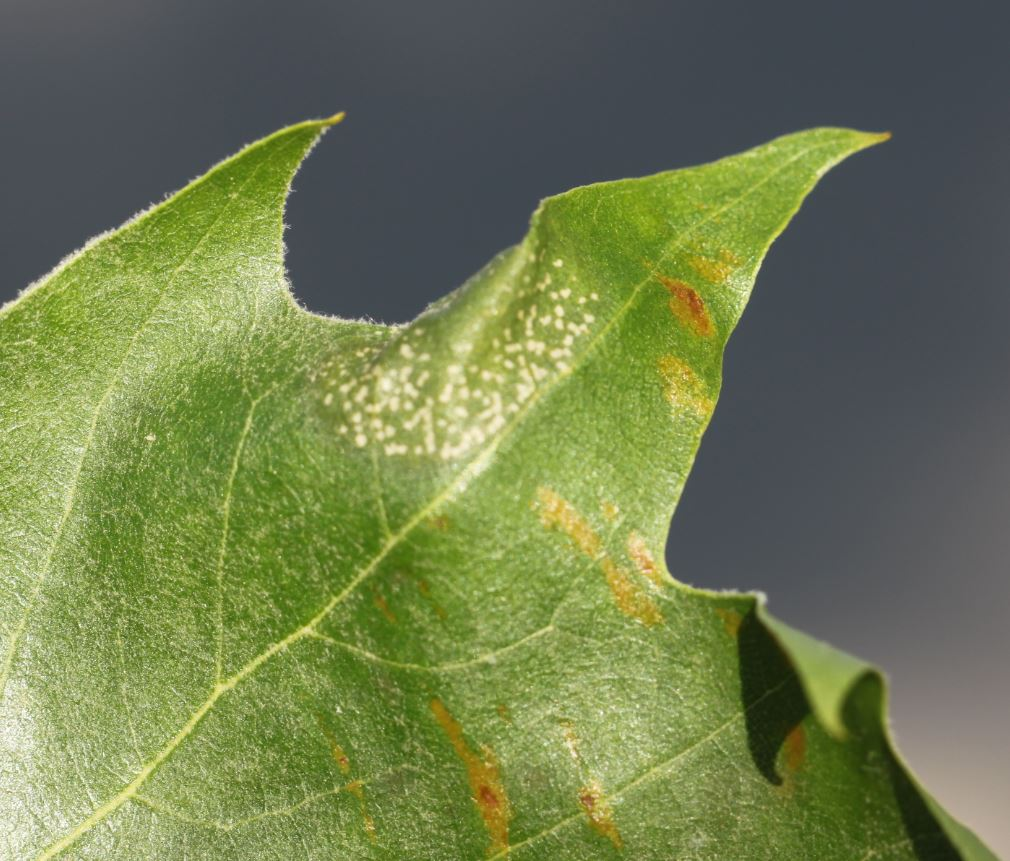
Mine an einem Platanenblatt, Oberseite
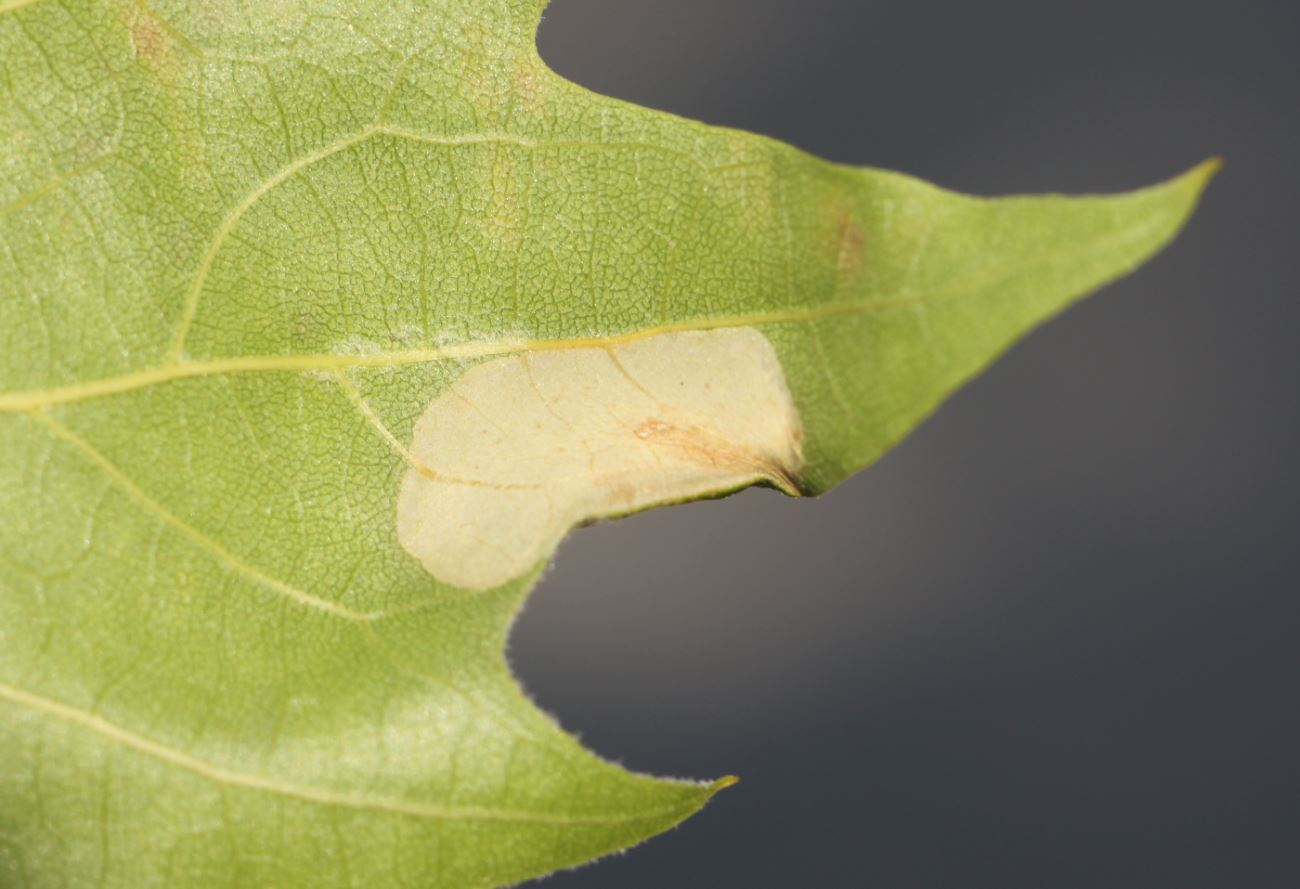
Mine an einem Platanenblatt, Unterseite
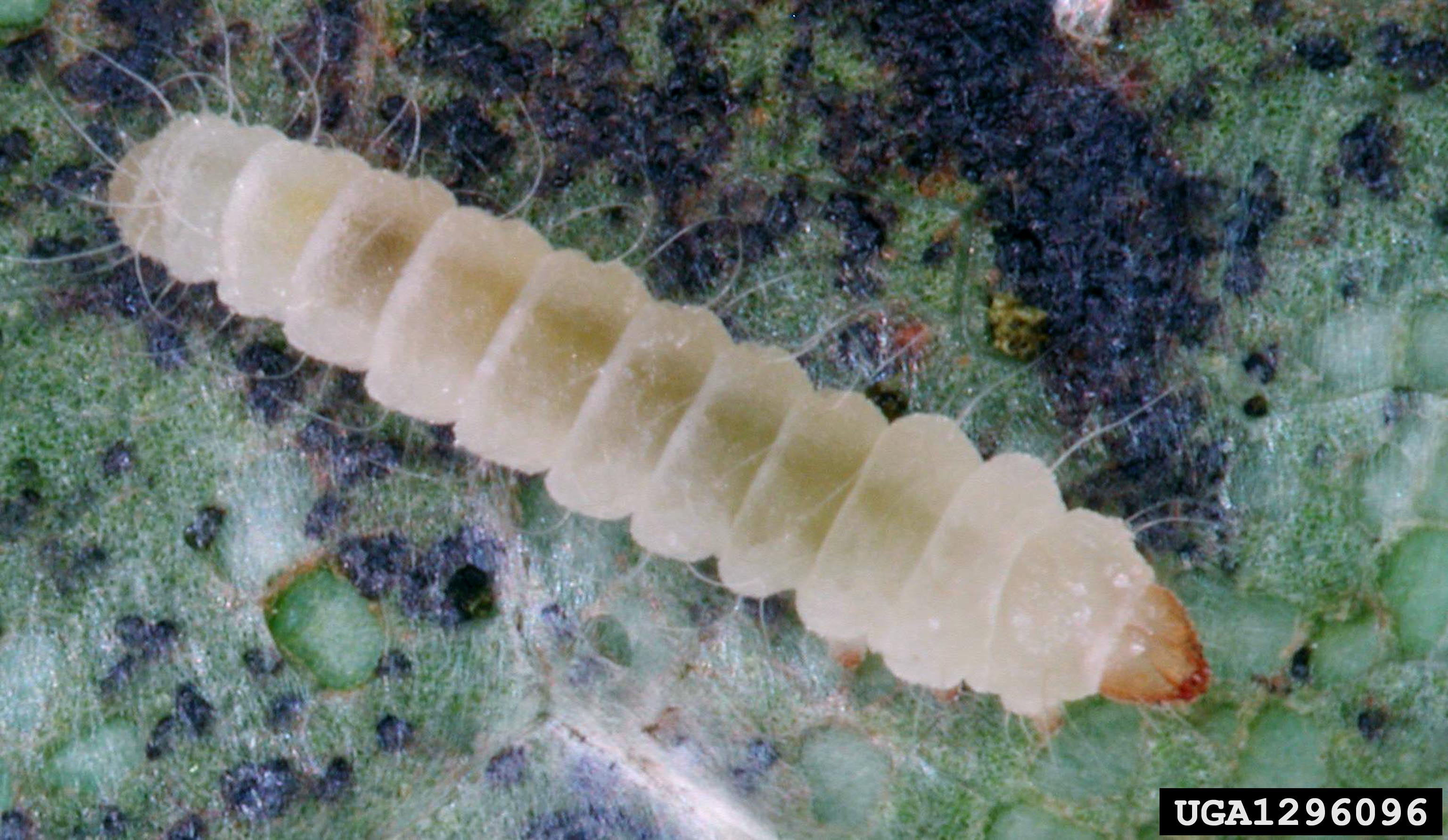
Raupe
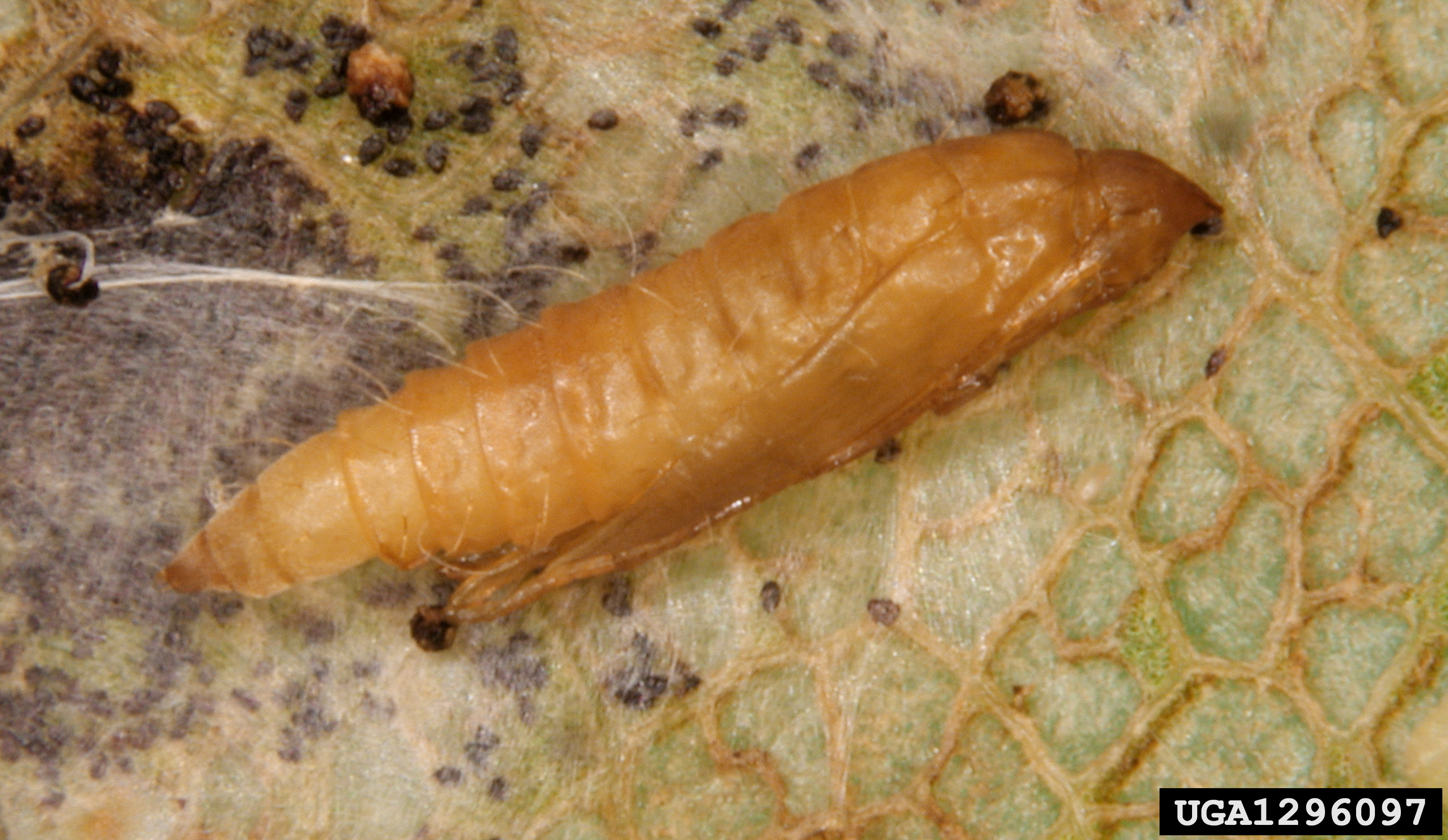
Puppe